# Clan Sagara
Il Clan Sagara (相良氏?, Sagara-shi) fu un clan di samurai del Giappone medievale della provincia di Higo.

## Storia
La famiglia Sagara fu, durante il periodo Edo, un clan tozama daimyō che governò l'han di Hitoyoshi nella provincia di Higo per circa 700 anni. Il dominio vantava un kokudaka di 22.000 koku.
I Sagara originariamente discendevano dal clan Fujiwara e si ritiene che abbiano preso il loro nome dal maniero (shoen) che tenevano a Sagara, nel distretto di Haibara, nella provincia di Tōtōmi durante il periodo Kamakura. Nel 1198, l'anno prima della sua morte, Minamoto no Yoritomo concesse il territorio di Hitoyoshi (Kyūshū) alla famiglia Sagara.
Hitoyoshi è circondato da montagne in tutte le direzioni, rendendolo abbastanza facilmente difendibile e permettendo ai Sagara di sopravvivere agli attacchi dei clan vicini durante il periodo Sengoku. Assieme ai clan Itō, Hishikari, Shibuya e altri più piccoli, oppose una strenua resistenza all'espansionismo del clan Shimazu, il quale verso 1585 aveva quasi conquistato l'intero Kyūshū.
Sagara Yorifusa inizialmente combatté al fianco dell'esercito occidentale (contro Tokugawa Ieyasu) nella battaglia di Sekigahara, ma mandò segretamente un inviato a Ieyasu dichiarando la sua fedeltà. Quando le truppe di Ieyasu assediarono il castello di Ōgaki a Nagoya, egli aprì le porte alle forze attaccanti, ottenendo così il perdono dopo la vittoria dei Tokugawa. Dopo aver preso parte durante l'assedio di Osaka alla coalizione Tokugawa, guadagnò un'ottima reputazione per il suo clan.

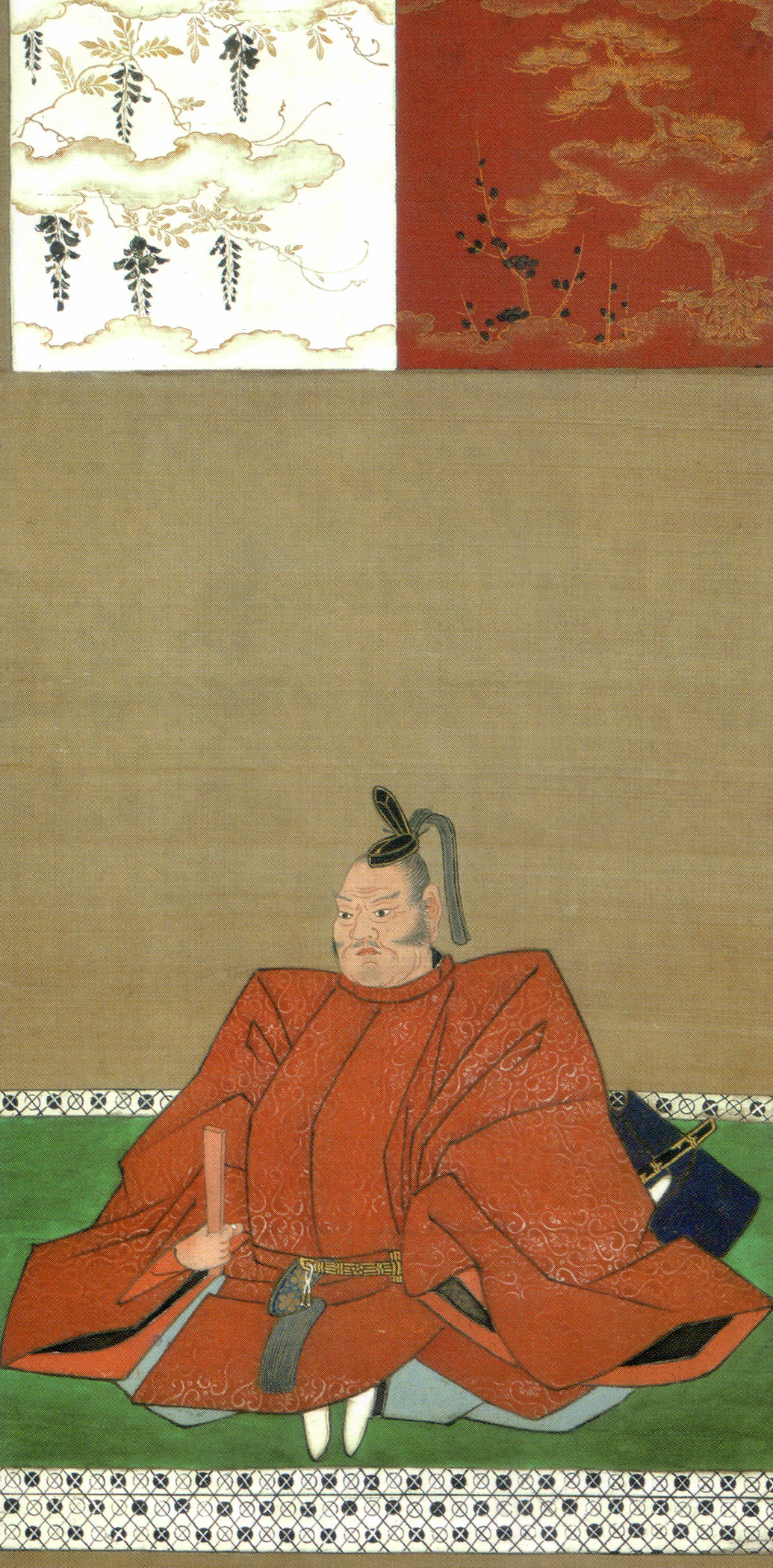
Sagara Yorifusa

## Membri importanti del clan[2]
- Sagara Nagayori (相良 長頼?; 1177 – 1254) lasciò il villaggio Sagara nella provincia Tōtōmi nell'anno 1198 su istruzione di Minamoto Yoritomo, si stabilì a Hitoyoshi e divenne amministratore della zona (地頭, jitō). Nel periodo Muromachi riuscì ad estendere il proprio territorio in direzione delle province di Satsuma e Hyūga.
- Sagara Nagatsugu (相良 長続?; 1411 - 1468) riunì tutti i rami della famiglia Sagara sotto la sua guida.
- Sagara Tametsugu  (相良 為続?; 1447 – 1500) figlio di Nagatsugu.
- Sagara Nagatsune  (相良 長毎?; 1469 – 1518) figlio di Tametsugu.
- Sagara Yoshishige  (相良 義滋?; 1489 – 1546) figlio di Nagatsune, si alleò a Kikuchi Yoshitake per combattere il clan Ōtomo e lavorò per rafforzare il dominio Sagara incrementando la produzione di argento e sopprimendo i servitori ribelli.
- Sagara Haruhiro (相良 晴広?; 1513 - 1555)  figlio di Yoshishige, incrementò il commercio con la Cina dal porto di Yatsushiro. Scrisse il "Shikimoku 21 jyou", le 21 regole della casata. Alla sua morte il clan Shimazu iniziò a espandersi verso le terre dei Sagara.
- Sagara Yoshiharu (相良 義陽?; 1544 – 1581) noto anche come Yoshihi o Yoshiaki, fu figlio di Haruhiro e signore del castello di Hitoyoshi. Cercò di fermare l'espansione degli Shimazu assieme al clan Itō ma fu sconfitto e dovette sottomettersi. Morì in battaglia contro il clan Aso. Con la sua morte il clan fu vicino all'estinzione.
- Sagara Yorifusa (相良 頼房?; 1574 – 1636) noto anche come Nagatsune (長毎?), fu secondo figlio di Yoshiharu, servitore degli Shimazu e affrontò gli Ōtomo. Quando Toyotom Hideyoshi diede inizio alla sua conquista del Kyūshū, un importante servitore di Yorifusa, Fukami Nagatomo, contrattò segretamente con Hideyoshi che risparmiò i Sagara e lasciò loro le terre. Al tempo della ribellione dei signori locali contro Hideyoshi nel 1587, il clan Sagara si mantenne neutrale ed evitò la punizione. Due anni dopo la morte di Hideyoshi nel 1598 iniziò la campagna di Sekigahara. Inizialmente schierato con Ishida Mitsunari, il clan Sagara rimase a protezione del castello di Ōgaki. Yorifusa si mise in contatto segreto con Tokugawa Ieyasu e, assieme ai clan Akizuki e Takahashi, uccisero il comandante del castello e aprirono le porte alla coalizione orientale. Dopo la vittoria Tokugawa i Sagara mantennero il proprio feudo. I suoi discendenti rimasero nell'han di Hitoyoshi fino alla restaurazione Meiji.